# Three Rivers (Michigan)
Three Rivers é uma cidade localizada no estado americano de Michigan, no Condado de St. Joseph.

## Demografia
Segundo o censo americano de 2000, a sua população era de 7328 habitantes.
Em 2006, foi estimada uma população de 7286, um decréscimo de 42 (-0.6%).

## Geografia
De acordo com o United States Census Bureau tem uma área de
12,3 km², dos quais 11,7 km² cobertos por terra e 0,6 km² cobertos por água.

## Localidades na vizinhança
O diagrama seguinte representa as localidades num raio de 20 km ao redor de Three Rivers.